# Біле (Сарненський район)
Бі́ле — село в Україні, у Миляцькій сільській громаді Сарненського району Рівненської області.
Відповідно до Розпорядження Кабінету Міністрів України від 12 червня 2020 року № 722-р «Про визначення адміністративних центрів та затвердження територій територіальних громад Рівненської області» увійшло до складу Миляцької сільської громади Населення становить 279 осіб (2011).

## Назва
Інші найменування села Біле:[джерело?]
- Бяла над Горинєм;
- Біла;
- Мілячі (через ж/д станцію);
- Станція.

Польською мовою згадується як Biała.

## Географія
Згідно з дослідженням 2017 року, за яким оцінювалися масштаби антропогенної трансформації території Сарненського району внаслідок несанкціонованого видобутку бурштину, екологічна ситуація села характеризувалася як «конфліктна».

### Клімат
Клімат у селі вологий континентальний («Dfb» за класифікацією кліматів Кеппена). Опадів 617 мм на рік. Найменша кількість опадів спостерігається в березні й сягає у середньому 29 мм. Найбільша кількість опадів випадає в червні — близько 90 мм. Різниця в опадах між сухими та вологими місяцями становить 61 мм. Пересічна температура січня — -5,6 °C, липня — 18,6 °C. Річна амплітуда температур становить 24,2 °C.
| Клімат Білого                     | Клімат Білого | Клімат Білого | Клімат Білого | Клімат Білого | Клімат Білого | Клімат Білого | Клімат Білого | Клімат Білого | Клімат Білого | Клімат Білого | Клімат Білого | Клімат Білого | Клімат Білого |
| Показник                          | Січ.          | Лют.          | Бер.          | Квіт.         | Трав.         | Черв.         | Лип.          | Серп.         | Вер.          | Жовт.         | Лист.         | Груд.         | Рік           |
| Середній максимум, °C             | −2,6          | −1,3          | 3,4           | 12,4          | 19,3          | 22,9          | 23,9          | 23,1          | 18,3          | 11,7          | 4,7           | −0,1          | 11,3          |
| Середня температура, °C           | −5,6          | −4,5          | −0,3          | 7,5           | 13,7          | 17,5          | 18,6          | 17,7          | 13,3          | 7,7           | 2,2           | −2,6          | 7,1           |
| Середній мінімум, °C              | −8,6          | −7,7          | −3,9          | 2,7           | 8,2           | 12,1          | 13,3          | 12,3          | 8,3           | 3,8           | −0,3          | −5,1          | 2,9           |
| Норма опадів, мм                  | 36            | 30            | 29            | 42            | 57            | 90            | 82            | 65            | 57            | 45            | 42            | 42            | 617           |
| --------------------------------- | ------------- | ------------- | ------------- | ------------- | ------------- | ------------- | ------------- | ------------- | ------------- | ------------- | ------------- | ------------- | ------------- |
| Джерело: Climate-Data.org (англ.) |               |               |               |               |               |               |               |               |               |               |               |               |               |

### Пам'ятки природи
- Більське урочище — лісове заповідне урочище площею 10 га, розташоване в Більському лісництві.[7]

## Історія
Фіксується у документах XVI століття. З кінця XVII століття входило до володінь графів Броель-Плятерів. У XIX столітті — залізнична станція.[джерело?]
```
    Дата заснування села Біла відома дуже точно – це 1897 рік, оскільки село було  першопочатково невеличкою залізничною станцією. 
```

```
    Життя цього села і надалі нерозривно було пов’язане із залізницею Рівне-Лунинець  (через Сарни), яку було прокладено у 1885 році. Колія залізниці проходила через  село Біла і поблизу села Миляч (залізницю було одержавлено у 1895 році). Довжина  залізниці на відрізках Рівне-Сарни і Сарни-Лунінець була майже однаковою – по 91  версті (97 кілометрів). Перший потяг по залізниці пройшов 2 серпня 1885 року.
```

```
    Залізничну станцію було засновано і відкрито у 1897 році на необжитій і  незаселеній території поблизу тогочасного села Біла (сучасне – Лугове). Дана станція  пізніше переросла в село (сучасне село Біла). З цього часу територія залізничної станції починає розвиватися відособлено, тут було закладено лісопереробну промисловість (збудовано лісопильний завод), а в кінці XIX століття навіть існувала сірникова фабрика. В народі за цією місцевістю закріпилася назва «Роз'їзд». 
```

```
    Протягом 1910-1917 рр. за сприяння Дубровицького графа Вітольда Броель Плятера біля залізничної станції Бяла (сучасне село Біла) для полегшення доставки сировини на лісозавод було розпочато будівництво вузькоколійки в напрямку Житомира, що простягалася двома гілками до хуторів Прилап і Перси на загальну довжину близько 14 кілометрів.
```

```
    У 1917 році на станції Біла відбувається страйк на будівництві вузькоколійки. Серед організаторів страйку були Ірина Пирішко і Микита Секо-Бебес. Одразу після придушення страйку їх разом з іншими організаторами і учасниками було звільнено з роботи.
```

```
   Період 1917-1921 років був дуже складним, оскільки постійні протистояння, військові виступи хвилями прокочувалися по території Полісся, а влада змінювалася ледь не щодня. 
```

```
   Після укладення Ризького мирного договору 4 лютого 1921 р. село увійшло до складу II Речі Посполитої і було включилено до складу Поліського воєводств. Після адміністративної реформи 1922 року село було включено до складу Висоцької волості, Столінського повіту, Поліського воєводства. 
```

```
    За часів ІІ Речі Посполитої (до 1939) село лишалося важливим залізничним вузлом, центром лісопильної промисловості регіону. Цей статус зберігся за населеним пунктом і в радянські часи, коли село стало робітничим поселенням, місцем працевлаштування населення з навколишніх сіл. 
```

До 1917 року входило до складу Російської імперії. У 1918—1920 роки нетривалий час перебувало в складі Української Народної Республіки.
У 1921—1939 роки входило до складу Польщі. У 1921 році залізнична станція Біла входила до складу гміни Висоцьк Сарненського повіту Поліського воєводства Польської Республіки. 1 січня 1923 року розпорядженням Ради Міністрів Польщі Висоцька гміна вилучена із Сарненського повіту і включена до Столінського повіту. У 1935 році залізнична станція Біла разом із селом Біла та хутором Перса належали до однойменної громади гміни Висоцьк Поліського воєводства.
За часів ІІ Речі Посполитої (1918—1939) — важливий залізничний вузол, центр лісопильної промисловості регіону. Цей статус зберігся за населеним пунктом і в радянські часи, коли село стало робітничим поселенням, місцем працевлаштування населення з навколишніх сіл.[джерело?]
У 1947 році село Біле разом з хутором Біла підпорядковувалося Більській сільській раді Висоцького району Ровенської області УРСР.
Село Біле було взяте на облік і підпорядковане Миляцькій сільській раді згідно з рішенням Виконавчого комітету Ровенської обласної ради народних депутатів від 16 грудня 1986 року. Постанова опублікована у «Відомостях Верховної Ради України» 27 січня 1987 року.
Відповідно до прийнятої в грудні 1989 року постанови Ради Міністрів УРСР село занесене до переліку населених пунктів, які зазнали радіоактивного забруднення внаслідок аварії на Чорнобильській АЕС, жителям виплачувалася грошова допомога. Згідно з постановою Кабінету Міністрів Української РСР, ухваленою в липні 1991 року, село належало до зони гарантованого добровільного відселення. У 1991—1992 роках забруднення ґрунтів становило 1,92 Кі/км² (137Cs + 134Cs), молока — 9,61 мКі/л (137Cs + 134Cs), картоплі — мКі/кг (137Cs + 134Cs), сумарна доза опромінення — 324 мбер, з якої: зовнішнього — 25 мбер, загальна від радіонуклідів — 299 мбер (з них Cs — 288 мбер).

## Населення
Станом на 1 січня 2020 року населення села становить 225 осіб.
Станом на 10 вересня 1921 року на залізничній станції Білій налічувалося 10 будинків та 62 мешканці, з них: 26 чоловіків та 36 жінок; 57 православних, юдеїв та 5 римо-католиків; 45 українців (русинів), 13 білорусів та 4 поляки.
Згідно з переписом УРСР 1989 року чисельність наявного населення села становила 357 осіб, з яких 175 чоловіків та 182 жінки. На кінець 1993 року в селі мешкали 302 жителі, з них 67 — дітей.
За переписом населення України 2001 року в селі мешкало 300 осіб.

### Мова
Розподіл населення за рідною мовою за даними перепису 2001 року:

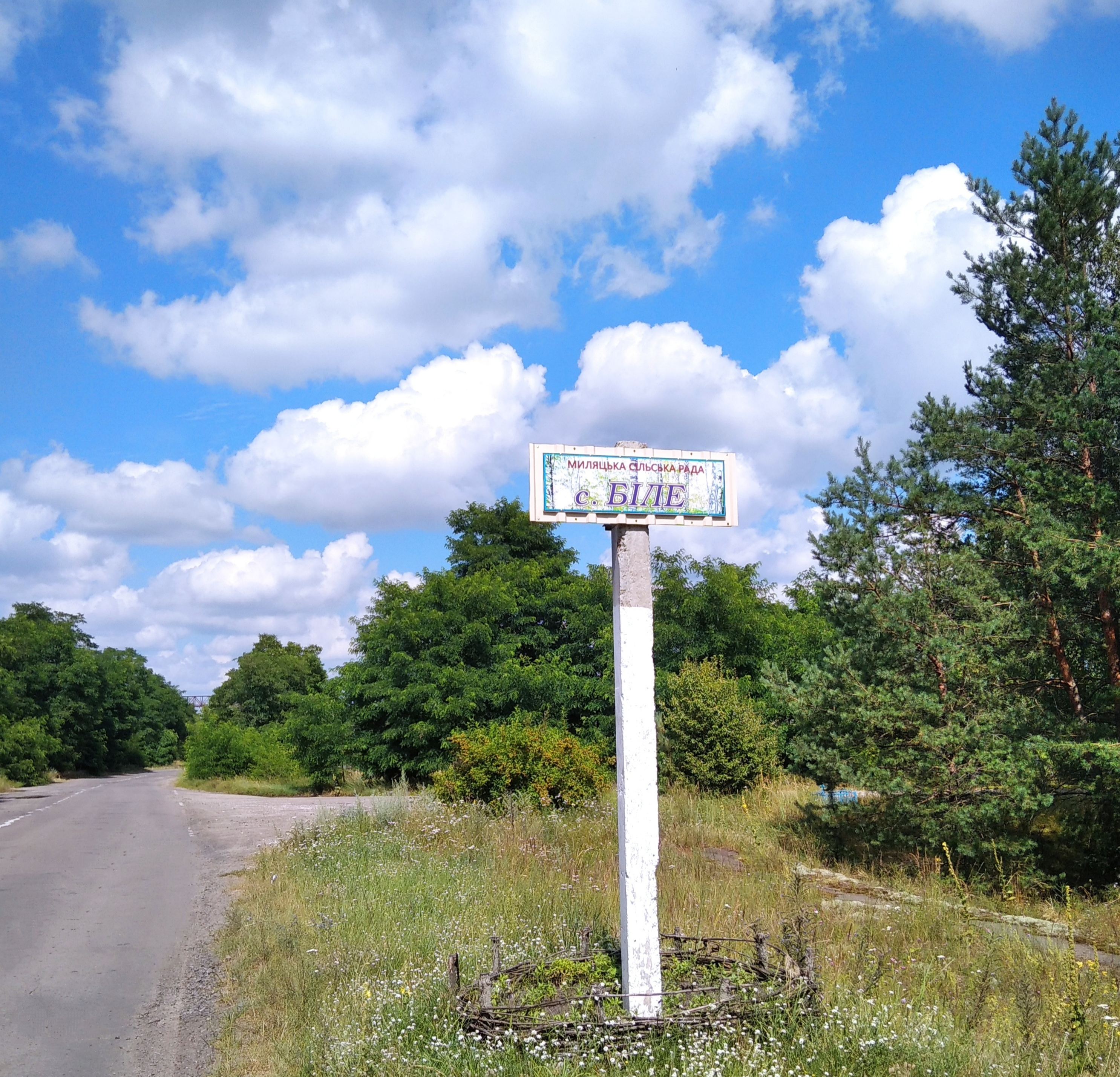

| Мова       | Кількість | Відсоток |
| ---------- | --------- | -------- |
| українська | 302       | 99.34%   |
| російська  | 1         | 0.33%    |
| білоруська | 1         | 0.33%    |
| Усього     | 304       | 100%     |

### Вікова і статева структура
Структура жителів села за віком і статтю (станом на 2011 рік):
| Вік   | Чоловіків | Жінок | Разом |
| ----- | --------- | ----- | ----- |
| 0-17  | 45        | 30    | 75    |
| 18-39 | 51        | 42    | 93    |
| 40-59 | 28        | 27    | 55    |
| 60+   | 19        | 37    | 56    |
| Разом | 143       | 136   | 279   |

### Соціально-економічні показники
| Працездатне населення | Працездатне населення | Працездатне населення | Працездатне населення | Працездатне населення | Працездатне населення | Непрацездатне населення | Непрацездатне населення | Непрацездатне населення | Непрацездатне населення | Непрацездатне населення | Непрацездатне населення | Все населення |
| Чоловіки              | Чоловіки              | Жінки                 | Жінки                 | Разом                 | Разом                 | Чоловіки                | Чоловіки                | Жінки                   | Жінки                   | Разом                   | Разом                   | 279           |
| ос.                   | %                     | ос.                   | %                     | ос.                   | %                     | ос.                     | %                       | ос.                     | %                       | ос.                     | %                       | 279           |
| --------------------- | --------------------- | --------------------- | --------------------- | --------------------- | --------------------- | ----------------------- | ----------------------- | ----------------------- | ----------------------- | ----------------------- | ----------------------- | ------------- |
| 69                    | 28                    | 50                    | 20                    | 119                   | 49                    | 18                      | 7                       | 34                      | 14                      | 52                      | 21                      | 279           |

| Зайняті  | Зайняті  | Зайняті | Зайняті | Зайняті | Зайняті | Безробітні | Безробітні | Безробітні | Безробітні | Безробітні | Безробітні | Все населення |
| Чоловіки | Чоловіки | Жінки   | Жінки   | Разом   | Разом   | Чоловіки   | Чоловіки   | Жінки      | Жінки      | Разом      | Разом      | 279           |
| ос.      | %        | ос.     | %       | ос.     | %       | ос.        | %          | ос.        | %          | ос.        | %          | 279           |
| -------- | -------- | ------- | ------- | ------- | ------- | ---------- | ---------- | ---------- | ---------- | ---------- | ---------- | ------------- |
| 120      | 21       | 80      | 14      | 200     | 34      | 40         | 6          | 65         | 11         | 105        | 18         | 279           |

| Дорослі | Діти | Пенсіонери | Інваліди Німецько-радянської війни | Учасники бойових дій | Інваліди всіх груп і категорій | Люди, які обслуговуються служб. соц. допом. на дому | Неповні сім'ї | Діти з неповних сімей | Багатодітні сім'ї | Діти з багатодітних сімей | Діти-інваліди | Діти-сироти | Одинокі багатодітні матері |
| ------- | ---- | ---------- | ---------------------------------- | -------------------- | ------------------------------ | --------------------------------------------------- | ------------- | --------------------- | ----------------- | ------------------------- | ------------- | ----------- | -------------------------- |
| 223     | 22   | 103        | -                                  | -                    | 24                             | 2                                                   | -             | -                     | 4                 | 18                        | -             | -           | 1                          |

## Політика

### Органи влади
Місцеві органи влади представлені Миляцькою сільською громадою.

### Вибори
Село входить до виборчого округу № 155. У селі розташована виборча дільниця № 560276. Станом на 2011 рік кількість виборців становила 207 осіб.

## Спорт
У селі Біле є власна футбольна команда «ФК Сокіл» створена у 2015 році. Також її активна діяльність ведеться як на фейсбуці так і в інстагармі

## Інфраструктура
Селище має залізничну станцію під назвою «Мілячі». Утримує Більське лісництво Висоцького лісгоспу, нижній склад, декілька магазинів та малих підприємств.
Селище має свою офіційно затверджену групу в фейсбуці та інстаграмі.

#### Книги
- Ліпінський А. Р., Ліпінський А. Р. Коротка Історія ФК"Сокіл". — Рівне, 2022. — С. 1-11.

- Коротун І. М., Коротун Л. К. Географія Рівненської області в 3-х частинах. — Рівне, 1996. — С. 270.

#### Офіційні дані та нормативно-правові акти
- Паспорт Дубровицького району (станом на 1 січня 2011 року) (doc). Дубровицька районна рада. Архів оригіналу за 10 лютий 2015. Процитовано 16 жовтня 2019.

#### Мапи
- Історичний Атлас України / Гол. ред. Л. Винар; Упорядн.: І. Тесля, Е. Тютько. Українське історичне товариство. — Монреаль; Нью-Йорк; Мюнхен, 1980. — 182 с.